# Martiño Noriega
Martiño Noriega Sánchez, né le 22 février 1975 à La Corogne, est un homme politique espagnol membre de Compostela Aberta, parti soutenu par Podemos.
Il est maire de Saint-Jacques-de-Compostelle entre 2015 et 2019.

## Biographie

### Formation et vie professionnelle
Étudiant de l'université de Saint-Jacques-de-Compostelle, il est titulaire d'une licence en médecine. Il exerce en tant que médecin au sein de la fondation des urgences sanitaires.

### Activiste et maire de Teo
Activiste, il est élu représentant des étudiants à l'université de Saint-Jacques-de-Compostelle. Il s'engage au sein du Bloc nationaliste galicien en 1995 puis devient en 1999 porte-parole de la formation au conseil municipal de Teo. En 2006, il entre au conseil national du BNG et gagne les élections municipales de 2007 à Teo en 2007. Élu maire de la commune, il gouverne en minorité. Il est réélu maire en 2011 et obtient la majorité absolue des sièges de la corporation. En février 2012, il abandonne le BNG et intègre quelques mois plus tard Anova-Fraternité nationaliste, scission du BNG. En 2013, il est élu coordonnateur national de la formation puis en novembre 2014, il est nommé porte-parole aux côtés de Xosé Manuel Beiras. Il ne se représente pas en 2015 et est remplacé par Rafael Sisto Edreira.

### Maire de Saint-Jacques-de-Compostelle
Il est désigné candidat à la mairie de Saint-Jacques-de-Compostelle pour la candidature d'unité citoyenne Compostela Aberta.
Lors des élections du 24 mai 2015, la liste qu'il conduit gagne les élections avec 34,58 % des voix et dix conseillers devant celle du Parti populaire du maire sortant (33,61 % des voix et neuf conseillers). Il est élu maire de Saint-Jacques-de-Compostelle le 13 juin 2015 grâce aux dix voix de sa formation et aux deux voix du BNG tandis que les élus socialistes s'abstiennent et les conservateurs votent pour leur candidat.